# Euroschinus papuanus
Euroschinus papuanus är en sumakväxtart som beskrevs av Merrill & Perry. Euroschinus papuanus ingår i släktet Euroschinus och familjen sumakväxter. Inga underarter finns listade i Catalogue of Life.